# Kozáry Ferenc
Kozáry Ferenc (Budapest, 1954. június 20. –) magyar színművész.

## Életpályája
A Kilián György Gimnáziumban érettségizett. Előbb pedagógus (testnevelő) diplomát szerzett, majd a 25. Színház stúdiósa lett. 1978-tól a Várszínház csoportos szereplője volt. 1979-ben felvették a Színház- és Filmművészeti Főiskola prózai szakára, amelyet nem fejezett be, a Józsefvárosi Színház tagja lett. 1983–1986 között a Színház- és Filmművészeti Főiskola operett-musical szakos hallgatója volt. 1986–1990 között a Népszínház tagja volt, majd a szekszárdi Német Bemutató Színpadhoz szerződött. 1998 óta a székesfehérvári Vörösmarty Színház tagja.

## Fontosabb színházi szerepei
- Malom a pokolban – Altschuller – 2006
- Kísértet tangó – Apus Edit apja – 2006
- Vőlegény – Fater – 2007
- Copperfield Dávid – Mell úr, ugyanott tanító – 2008
- Revizor – Ivan Spekin, postamester – 2008
- Stuart Mária – Georg Talbot, Shrewsbury grófja – 2008
- Cartes Postales – 2. férfi – 2009
- Játék a kastélyban – titkár – 2009
- Cseresznyéskert – Szimeonov-Piscsik, Borisz Boriszovics, földbirtokos – 2009
- Kabaré – Herr Schultz – 2009
- A kommunizmus története elmebetegeknek – Grigorij Dekanazov, kórházigazgató – 2010
- Vízkereszt vagy bánom is én – Pap – 2010
- Kaviár és lencse – Leionida Papagatto, családfő – 2010
- Macbeth – Postás – 2011
- Mágnás Miska – Leopold, az inas – 2011
- Óz, a nagy varázsló – Óz, a nagy varázsló (Kansas-ben Komédiás) 2011
- Finito – Özv. Vecserák Károlyné, Blondin anyósa – 2011
- A Csárdáskirálynő – Miska, pincér az Orfeumban – 2011
- Vihar – Kuligin 2011
- Család ellen nincs orvosság – Őrmester – 2012
- Bizánc – Notarasz Lukács- fővezér-cézár – 2012
- Lili bárónő – Barna, Kondor Miniszter – 2012
- Don Carlos – Ferja herceg, aranygyapjas lovag – 2012
- A Hang-villa titka – Tántor – 2012
- Koldus és királyfi – Blake Adwards, öreg szolga, Hendon apja, bíró – 2013
- My Fair Lady – Alfred P. Doolittle – 2013
- A Mester és Margarita – Bengalszkij, Beszkudnyikov, Rjuhin – 2014
- A Fösvény – Jaques – 2013
- A padlás – Témüller, önkéntes – 2014
- Amadeus – "Venticello", A "Szellőcskék", a hírek, rémhírek és pletykák szállítója 2015
- Hamlet – Voltimand, Osrick – 2015
- Momo – Hora Mester, Utcaseprő Beppo – 2014
- A félkegyelmű  – Lebegyev – 2014
- Balfácán vacsorára – Archambaud – 2015
- A Csókos asszony – Kubanek Tóbiás, a hentes – 2015
- Abigél – Mráz úr, az üveges 2016
- Szutyok – Professzor, Rendőr, Regős János – 2016
- Balfácán vacsorára – Archambaud – 2015
- A Csókos asszony – Kubanek Tóbiás, a hentes – 2015
- Abigél – Mráz úr, az üveges 2016
- Szutyok – Professzor, Rendőr, Regős János – 2016

## Filmes és televíziós szerepei
- Szomszédok (1992)
- Pánik (2008)
- Ítélet és kegyelem (2021)

## Díjai, elismerései
- Vörösmarty-gyűrű
- Pro Urbe-díj
- Pro Cultura-díj
- Aranyalma-díj (2010)
- A Fejér Megyei Iparkamara Prima-díja